# 北陸鉄道モハ3740形電車
北陸鉄道モハ3740形電車（ほくりくてつどうモハ3740がたでんしゃ）は、かつて北陸鉄道（北鉄）に在籍していた電車。1931年（昭和6年）に新製された名古屋鉄道モ900形を譲り受けたものである。全4両が在籍し、石川総線で使用されていた。

## 概要
石川総線の老朽化した従来車代替のため、瀬戸線の架線電圧1500V昇圧に伴い余剰となったモ900形モ903 - 906の4両を1978年（昭和53年）に購入し、モハ3741 - 3744として導入したものである。
改番対照
モ903 → モハ3741
モ905 → モハ3742
モ904 → モハ3743
モ906 → モハ3744

### 車体
入線に際しては名鉄岐阜工場で以下の改造が施工された。
- 両運転台化
- 正面窓のHゴム固定化
- 正面貫通扉の鋼製化
- 車掌側乗務員扉の幅員縮小および開き扉化[注釈 3]
- 客用扉部ステップの新設・客用扉の鋼製化

ただし、北鉄への発送時点では車体はスカーレット一色塗装のままであった。北鉄入線後は鶴来工場に再度入場し、車体塗装の北鉄カラー化、耐寒耐雪対応化、正面幌枠新設等が施工され、1978年（昭和53年）10月の3743を皮切りに3741、3744、3742の順で12月までに竣工し、3741のみ運転台に速度計を装備していた。
車内は名鉄時代からの転換クロスシートがそのまま存置された。また、室内灯は蛍光灯仕様で、扇風機等送風・換気設備の類は装備されなかった。

### 主要機器
床下機器については本形式導入に伴い代替廃車となったモハ3700形3701, 3702およびモハ3710形3711, 3712のものを流用しており、種車の違いによって台車が異なっていた。すなわち、モハ3700形より機器を流用したモハ3741, 3742は名鉄3700系モ3715, 3716の台車交換によって余剰となったボールドウィンBT2型釣り合い梁式台車を、モハ3710形より機器を流用したモハ3743, 3744は同形式の発生品であるブリル27MCB型釣り合い梁式台車をそれぞれ装備している。
その他の機器については4両とも同一で、主電動機は東洋電機製造製TDK516A型、制御器は東洋製ES155型電動カム軸式自動加速制御器、制動装置はSME非常弁付直通空気ブレーキであり、これらは本形式のみならず石川総線所属車両の標準仕様であったことから、当然従来車との併結も可能であった。

## その後の経緯
入線当初から車体の傷みが激しかったために1980年（昭和55年）頃から全車を対象に外板の張替え補修が施工された。張替えが施工された部分はリベットがなくなった他、ウィンドウシルが段付き形状から平板形状に改められたが、補修が行われた部位は1両ごとに異なっていたため形態に差異が生じている。また、モハ3741・3744は戸袋窓がHゴム固定化され、モハ3744については車掌側乗務員扉直後の固定窓の開閉窓化・アルミサッシ化も施工されていた。なお、本形式は石川線所属の電動車各形式中最多勢力であったものの、後年モハ3750形およびモハ3760形が車体更新を施工され、それらが日中の運用に優先的に入るようになると、主にラッシュ時の2両以上の編成で使用されることが多くなっていった。
そして、1990年（平成2年）に車両近代化のため元東急7000系（初代）を譲り受けて7000系として導入し、前述車体更新が施工されたモハ3750形およびモハ3760形を除いて、本形式を含む従来車を一掃することとなった。その入線に先立って石川線全駅のホーム高さがかさ上げされることになったため、本形式も客用扉部ステップが撤去されて該当部分の床のかさ上げが施工されている。そして7000系導入に伴い本形式は順次運用を離脱し、同年12月に全車廃車解体された。